# Науково-дослідний інститут Прикладних інформаційних технологій
Науково-дослідний інститут Прикладних інформаційних технологій (НДІ ПІТ) — приватне акціонерне товариство, яке спеціалізується на розробці програмних продуктів і інформаційних систем у галузі організації середньої та вищої освіти в Україні. 
НДІ ПІТ є розробником Державної інформаційно-виробничої система «ОСВІТА», яка призначена для виготовлення пластикових карток студентських та учнівських квитків.
З метою реалізації міжнародних освітньо-наукових проектів, спрямованих на вдосконалення інформаційної інфраструктури в Україні у 2003 році в НДІ ПІТ було відкрито Центр міжнародних проектів «Євроосвіта», який спільно з кафедрою ЮНЕСКО «Вища технічна освіта, прикладний системний аналіз та інформатика» Київського політехнічного інституту проводить щорічний рейтинг найкращих вищих навчальних закладів «ТОП-200 Україна» серед ВНЗ 3-4 рівня акредитації.
На базі інституту створено центр навчання, що забезпечують високоякісну підготовку спеціалістів, ефективне використання програмних розробок та плідну взаємовигідну співпрацю з навчальними закладами та органами управління освітою.

## Історія
1999 р. — Науково-дослідний інститут прикладних інформаційних технологій розпочав свою діяльність.
2000 р. — НДІ ПІТ увійшов до складу Кібернетичного Центру НАН України.
2001 р. — І черга інформаційно-виробничої системи «ОСВІТА» введена у промислову експлуатацію; Запроваджено у дію I версію автоматизованої системи. «ШКОЛА»
2003 р. — В інституті відкрито Центр міжнародних проектів «Євроосвіта».
2004 р. — Інформаційно-виробнича система «ОСВІТА» отримала статус державної; II черга інформаційно-виробничої системи «ОСВІТА» введена у промислову експлуатацію.
2005 р. — НДІ ПІТ отримав диплом переможця Національного бізнес-рейтингу, організованого Торгово-промисловою палатою України з присвоєнням звання «Лідер галузі» за діяльність у сфері інформатизації.
2006 р. — Інститут спільно із Міністерством освіти та науки в  Національним банком України розпочав пілотний проект «Електронний   студентський квиток»; Центр міжнародних проектів «Євроосвіта» спільно з кафедрою ЮНЕСКО «Вища технічна освіта, прикладний системний аналіз й інформатика» провів перший рейтинг найкращих вищих навчальних закладів України ТОП-200 серед ВНЗ 3-4 рівня акредитації.
2008 р. — НДІ ПІТ став співзасновником консорціуму «АСТЕК»; АС «ШКОЛА» рекомендована Міністерством освіти та науки до   використання у середніх навчальних закладах та органах управління освіти.
2009 р. — Інститут отримав диплом «Бізнес-рейтингу» І ступеня за активну участь у соціально-економічному розвитку Печерського району та вагомий внесок у наповнення районного бюджету;
НДІ ПІТ удостоєний звання «Лідер у створенні сучасних засобів навчання» на XIII міжнародній виставці навчальних закладів «Сучасна освіта в  Україні» — 2010;
Проведення завершального етапу реалізації пілотного проекту «Електронний студентський квиток». У проекті взяли участь 50 вищих навчальних закладів України, емітовано понад 100 000 студентських квитків.
2010 р. — НДІ ПІТ отримав срібну медаль за активне впровадження   автоматизованої системи «ШКОЛА» на виставці «Інноватика в освіти України»;
Інститут отримав Диплом на конкурсі «НСМЕП - 10 кроків до успіху» у номінації «Значний внесок у впровадження проекту „Електронний   студентський квиток“»;
НДІ ПІТ удостоєний звання «Лідер у створенні сучасних засобів   навчання» на XIII міжнародній виставці навчальних закладів «Сучасна освіта в  Україні» — 2010.
2011 р. — Інститут отримав золоту медаль на виставці «Сучасні заклади   України- 2011» у номінації «Розробка та впровадження сучасних засобів навчання».
2012 р. — Третя золота медаль та диплом «За активну модернізацію системи освіти», отримана НДІ ПІТ на виставці «Сучасні заклади освіти-2012» у номінації «Створення та упровадження сучасних засобів навчання». Директор інституту Юрій Єсаулов був нагороджений дипломом «За плідну організаторську діяльність з  підвищення якості національної освіти».

## Розробки
АСУ «ВНЗ» — сучасна автоматизована система управління навчальним процесом для вищих навчальних закладів усіх рівнів акредитації.
АС «Школа» — це програмно-технологічний комплекс для ефективного управління загальноосвітнім закладом.
АСІК «ШКОЛА» — безпечна школа — допомагає загальноосвітнім навчальним закладам ефективно виконувати вищевказані функції, а також сприяє раціональному розподілу ресурсів педколективів.
АС «Тест» -  є складовою частиною автоматизованої системи «Школа», а також використовується як окремий програмний продукт для проведення проміжних та підсумкових перевірок знань учнів, студентів, співробітників та інших осіб.
Студентський / учнівський квиток — елемент інформаційно-аналітичної системи обліку та відшкодування пільг студентам вищих навчальних закладів та учням професійно-технічних училищ. 

## Послуги
Комплексна система захисту інформації — сукупність організаційних і технічних заходів, апаратних і програмних засобів, які забезпечують захист інформації в інформаційно-телекомунікаційних системах: на автономних робочих станціях (АС класу 1) і в комп'ютерних мережах (АС класу 2 і 3). 
Електронний цифровий підпис — вид електронного підпису, що отримується в результаті криптографічного перетворення набору електронних даних, який дає змогу підтвердити цілісність підпису та ідентифікувати підписувача.